# Ameletus kyotensis
Ameletus kyotensis is een haft uit de familie Ameletidae. De wetenschappelijke naam van de soort is voor het eerst geldig gepubliceerd in 1932 door Imanishi.
De soort komt voor in het Palearctisch gebied.